# Cafè teatre

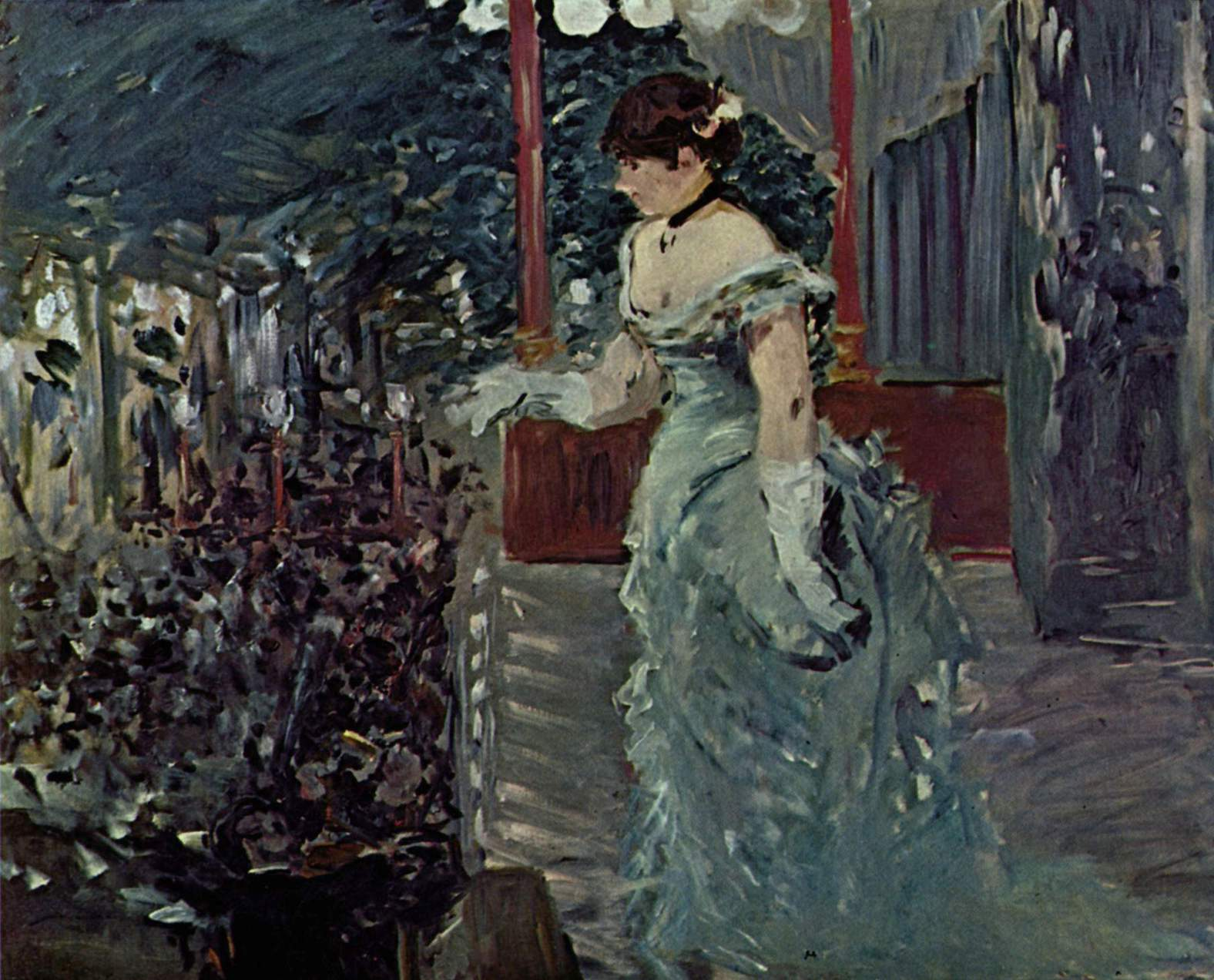
La Cantant del Cafè Concert d'Edouard Manet

El cafè teatre o bé cafè concert o bé cafè cantant és un tipus l'espectacle en el qual s'hi mostren petites representacions teatrals i números de Varietats (cançons, balls, prestidigitació, malabarismes, etc.). Per extensió, la denominació s'aplica també a l'espai físic que acull aquest tipus d'espectacle. La diferència més rellevant que caracteritzava aquests espais enfront dels teatres és que en aquells el públic havia de prendre una consumició mentre veia les actuacions i, per contra, no pagava l'entrada. El fenomen d'aquest gènere neix a París al segle xviii.
El cafè teatre comparteix la mateixa filosofia que el music-hall i el cabaret.